# Plug Me In
Pour plus de détails, voir Fiche technique et Distribution.
Plug Me In est un coffret DVD du groupe de hard rock AC/DC sorti le 16 octobre 2007 comprenant 2 DVD dans la version normale et 3 DVD dans la version collector. Le DVD comporte des performances live du groupe.
Ces vidéos ont été trouvées principalement par Arnaux Durieux dont les recherches pour le DVD ont duré environ un an, et aux quatre coins du monde. Angus et Malcolm Young ont participé en tant que sélectionneurs finaux et ont décidé des vidéos à mettre et celles à ne pas mettre.

## Fiche technique
- Titre : Plug Me In
- Réalisation : David Mallet
- Montage : Nick Morris
- Production : Rocky Oldham
- Pays :  États-Unis
- Genre : Film de concert
- Durée : 420 minutes
- Dates de sortie : 
  -  États-Unis : 16 octobre 2007

## DVD 1
1. High Voltage (King of Pop Awards, Australie, octobre 1975)
2. It's a Long Way to the Top (If You Wanna Rock 'n' Roll) (Bandstand, Australie, février 1976)
3. School Days (St. Albans High School, Australie, mars 1976)
4. T.N.T. (St. Albans High School, Australie, mars 1976)
5. Live Wire (Super Pop/Rollin' Bolan, Londres, juillet 1976)
6. Can I Sit Next to You Girl (Super Pop/Rollin' Bolan, Londres, juillet 1976)
7. Baby, Please Don't Go (Myer Music Bowl, Melbourne, décembre 1976)
8. Hell Ain't a Bad Place to Be (Sight & Sound In Concert, Londres, octobre 1977)
9. Rocker (Sight & Sound In Concert, Londres, octobre 1977)
10. Rock 'n' Roll Damnation (Apollo Théâtre, Glasgow, avril 1978)
11. Dog Eat Dog (Apollo Théâtre, Glasgow, avril 1978)
12. Let There Be Rock (Apollo Theatre, Glasgow, avril 1978)
13. Problem Child (Rock Goes To College, Colchester, octobre 1978)
14. Sin City  (Rock Goes To College, Colchester, octobre 1978)
15. Bad Boy Boogie (Rock Goes To College, Colchester, octobre 1978)
16. Highway to Hell (Countdown, Holland, août 1979)
17. The Jack (Countdown, Holland, août 1979)
18. Whole Lotta Rosie (Countdown, Holland, août 1979)

### Bonus
1. Interview at Sydney airport, avril 1976
2. Interview in Covent Garden, Londres, août 1976
3. Baby, Please Don't Go (Szene 77, Allemagne, septembre 1976)
4. Interview / Dirty Deeds Done Dirt Cheap (Promo film for Melbourne Radio, décembre 1976)
5. Bon Scott Interview (Countdown, Australie, novembre 1977)
6. Rock 'n' Roll Damnation (Top Of The Pops, Londres, juin 1978)
7. Live and Interview (Australian Music To The World, Atlanta, GA, août 1978)
8. Live Super 8 Bootleg Film (théâtre de Verdure, Nice, décembre 1979)

## DVD 2
1. Shot Down in Flames (Budokan, Tokyo, février 1981)
2. What Do You Do for Money Honey (Budokan, Tokyo, février 1981)
3. You Shook Me All Night Long (Budokan, Tokyo, février 1981)
4. Let There Be Rock (Budokan, Tokyo, février 1981)
5. Back in Black (Capital Center, Landover, MD, décembre 1981)
6. T.N.T. (Capital Center, Landover, MD, décembre 1981)
7. Shoot to Thrill (The Summit, Houston, TX, octobre 1983)
8. Guns for Hire (Joe Louis Arena, Détroit, MI, novembre 1983)
9. Dirty Deeds Done Dirt Cheap (Joe Louis Arena, Détroit, MI, novembre 1983)
10. Flick of the Switch (Capital Center, Landover, MD, décembre 1983)
11. Bedlam In Belgium (Capital Center, Landover, MD, décembre 1983)
12. Back in Black (Tushino Airfield, Moscou, septembre 1991)
13. Highway to Hell (Tushino Airfield, Moscou, septembre 1991)
14. Whole Lotta Rosie (Tushino Airfield, Moscou, septembre 1991)
15. For Those About to Rock (We Salute You) (Tushino Airfield, Moscou, septembre 1991)
16. Gone Shootin' (VH1 Studios, Londres, juillet 1996)
17. Hail Caesar (Entertainment Center, Sydney, novembre 1996)
18. Ballbreaker (Entertainment Center, Sydney, novembre 1996)
19. Rock and Roll Ain't Noise Pollution (Entertainment Center, Sydney, novembre 1996)
20. Hard as a Rock (stade de France, Paris, juin 2001)
21. Hells Bells (stade de France, Paris, juin 2001)
22. Ride On (stade de France, Paris, juin 2001)
23. Stiff Upper Lip (Circus Krone, Munich, juin 2003)
24. Thunderstruck (Circus Krone, Munich, juin 2003)
25. If You Want Blood (You've Got It) (Downsview Park Toronto Rocks, juillet 2003)
26. The Jack (Downsview Park Toronto Rocks, juillet 2003)
27. You Shook Me All Night Long (Downsview Park Toronto Rocks, juillet 2003)

### Bonus
1. Beavis et Butt-Head (Beavis and Butt-head) "Ballbreaker Tour" intro film, 1996
2. Hells Bells - Interview & Live (Countdown, Bruxelles, janvier 1981)
3. Interview (Monsters of Rock, Castle Donington Park, août 1984)
4. Gone Shootin' (Rehearsal, VH1 Studio, Londres, juillet 1996)
5. Rock Me Baby (The Rolling Stones with Angus and Malcolm Young) (Festwiese, Leipzig, Allemagne, juin 2003)

## DVD 3
N'est présent que sur l'édition collector.
1. She’s Got Balls [St. Albans High School, Australie, mars 1976]
2. It’s a Long Way To The Top [St. Albans High School, Australie, mars 1976]
3. Let There Be Rock [Sight & Sound In Concert, Londres, octobre 1977]
4. Bad Boy Boogie [Apollo Theatre, Glasgow, avril 1978]
5. Girls Got Rhythm [Top Pop, 1979]
6. Guns for Hire [Band rehearsals 1983]
7. House is on Fire [Joe Louis Arena, Détroit MI, novembre 1983]
8. Highway to Hell [Dublin 1996]
9. Girls Got Rhythm [Entertainment Center, Sydney, novembre 1996]
10. Let There Be Rock [Stuttgart 2000]
11. Angus Statue Intro [Stiff Upper Lip Tour Film 2001]

### Live at the Summit in Houston, 1983
1. Guns for Hire
2. Shoot to Thrill
3. Sin City
4. House is on Fire
5. Back in Black
6. Bad Boy Boogie
7. Rock and Roll Ain’t Noise Pollution
8. Flick of the Switch
9. Hells Bells

## Membres
- Bon Scott : chants (DVD 1 ; DVD 3 : pistes 1 à 5)
- Brian Johnson : chants (DVD 2 ; DVD 3 : pistes 6 à 20)
- Angus Young : guitare solo
- Malcolm Young : guitare rythmique
- Mark Evans : basse (DVD 1 : pistes 1 à 9 ; DVD 3 : pistes 1 à 2)
- Cliff Williams : basse (DVD 1 : pistes 10 à 18 ; DVD 2 ; DVD 3 : pistes 3 à 20)
- Phil Rudd : batterie (DVD 1 ; DVD 2 : pistes 1 à 6 et 16 à 27 ; DVD 3 : pistes 1 à 6 et 8 à 10)
- Simon Wright : batterie (DVD 2 : piste 7 à 11 ; DVD 3 : pistes 6, 7 et 12 à 20)
- Chris Slade : batterie (DVD 2 : piste 12 à 15)